# Johann Koenigsberger
Johann Koenigsberger ( Heidelberg, 7 de maio de 1874 — Freiburg, 3 de dezembro de 1946) foi um físico alemão, mineralogista e membro do parlamento da República de Baden (Baden Landtag). Notabilizou-se pelos seus trabalhos pioneiros sobre o magnetismo das rochas.

## Biografia
Johann Koenigsberger nasceu em Heidelberg, filho do matemático e professor Leo Königsberger. Cursou o ensino secundário na sua cidade natal, prosseguindo estudos em ciências naturais e matemática nas Universidades de Heidelberg, de Berlim e de Freiburg entre 1892 e 1897.
Em 1897 doutorou-se na Universidade de Berlim e passou a trabalhar como assistente no Instituto de Física de Freiburg da Universidade de Freiburg (hoje designado por Physikalisches Institut Albert-Ludwigs-Universität). Três anos depois obteve habilitação para a docência e de 1904 a 1935 nomeado professor extraordinário de física matemática naquela Universidade.
Como voluntário na Grande Guerra, de 1914 a 1916 pertenceu à infantaria e à companhia de soldados velocipedistas de Neu Breisach (Radfahr-Kompanie Neu Breisach), na Alsácia. Koenigsberger também esteve envolvido em eventos políticos. De 1919 a 1921, representou o Partido Social Democrata da Alemanha no Landtag da República de Baden. Em 1936, a sua ascendência judaica foi determinada pelo Serviço Imperial de Investigação de Ascendência (o Reichsstelle für Sippenforschung), o departamento de determinação da pureza racial, o que implicou o fim da sua carreira docente.